# Peter Marcuse
Peter Marcuse (Berlín, Estado Libre de Prusia, República de Weimar, 13 de noviembre de 1928 - Santa Bárbara, California, Estados Unidos, 4 de marzo de 2022) fue un abogado, urbanista, escritor y profesor germano-estadounidense. Profesor emérito de planificación urbana.

## Biografía
Fue hijo único del filósofo y teórico crítico, Herbert Marcuse. Nació en Berlín e inmigró con su familia a Estados Unidos en 1933 a principios del Tercer Reich. Obtuvo un doctorado en jurisprudencia por la Escuela de Derecho Yale (1952) y un doctorado en Planificación Urbana y Regional por la Universidad de California en Berkeley (1972). Comenzó su carrera como abogado en New Haven y Waterbury, Connecticut, donde formó parte de la Junta de Concejales y participó en el Freedom Summer en Misisipi en 1964, un movimiento para favorecer el registro de los votantes afroamericanos en los estados del sur. Después de completar su segundo doctorado se convirtió en profesor de planificación urbana en la Universidad de California en Los Ángeles (UCLA) de 1972 a 1975 y en la Universidad de Columbia de 1975 a 2003. Ha escrito extensamente sobre el derecho a la ciudad y el Occupy movement una movilización que se desarrolló en 2011 en más de ochenta países, cuyo más conocido detonante en Estados Unidos fue Occupy Wall Street.

Tuvo tres hijos con su esposa Frances: la novelista Irene Marcuse (nacida en 1953), el profesor de historia de la UC Santa Bárbara, Harold Marcuse (nacido en 1957) y Andrew Marcuse (nacido en 1965).

## Obras
- Missing Marx: A Personal and Political Journal of a Year in East Germany, 1989-1990. Monthly Review Press. 1991. ISBN 0853458278. (requiere registro).
- Of States and Cities: The Partitioning of Urban Space. Oxford University Press. 2002. ISBN 019829719X.
- Cities for People Not for Profit: Critical Urban Theory. Taylor and Francis. 2011.
- Madden, David; Marcuse, Peter (2016). In Defense of Housing: The Politics of Crisis. Verso Books. ISBN 9781784783549.